# 近畿大学附属福岡高等学校
近畿大学附属福岡高等学校（きんきだいがくふぞくふくおかこうとうがっこう）は、福岡県飯塚市柏の森にある男女共学の私立高等学校。学校法人近畿大学が運営している近畿大学の附属学校。通称は「近大福岡」。

## 概要
- 創立時より女子校であったが、のちに共学化され、理数科が設置された（その後、普通科スーパー特進コースに改組）
- 2007年度（平成19年度）より広域通信制課程をスタートさせたが、2014年に募集停止し、2017年に閉課程した。

## 設置学科
全日制課程
- 普通科
  - スーパー特進コース
  - 特別進学コース
  - 進学コース
- 看護科（女子のみの募集）
- 看護専攻科

## 沿革
- 1965年
  - 3月 嘉穂女子高等学校を、学校法人白木学園から学校法人近畿大学に設置者変更認可
  - 4月 嘉穂女子高等学校を近畿大学附属女子高等学校に改称
- 1966年4月 普通科を設置
- 1974年4月 衛生看護科を設置
- 1977年4月 衛生看護専攻科を設置
- 1998年4月 近畿大学附属女子高等学校を近畿大学附属福岡高等学校に改称。理数科（男女共学）設置
- 2000年4月 普通科特別進学コースを男女共学化
- 2001年9月 福岡キャンパスへ全面新築移転[1][2]
- 2002年4月 普通科普通コースを男女共学化。衛生看護科を看護科に改称
- 2005年4月 理数科を募集停止し普通科特別進学コース内のスーパー特進クラスに改組。衛生看護専攻科を看護専攻科に改称
- 2007年4月 これまでの全日制とは別に通信制課程を設置
- 2009年4月 普通科普通コースを普通科進学コースに改称
- 2013年4月 普通科のコースをスーパー特進コース、特進コース、進学コースに改組
- 2015年4月 通信制課程の生徒募集を停止
- 2017年 通信制課程を廃止

## 校訓
敬 人を敬い人から敬われる
愛 人を愛し人から愛される
信 人を信じ人から信じられる

## 出身者
- みづきあかり[3]（グラビアアイドル）
- 福内櫻子（陸上競技）
- 大山千広[4]（女子ボートレーサー）
- 森田莉子（クラシックギター演奏者）

## 通学手段
- 西鉄バス・西鉄バス筑豊 近畿大学バス停下車
- 九州旅客鉄道（JR九州）筑豊本線（福北ゆたか線）・後藤寺線「新飯塚駅」下車

## 死亡事件
- 1995年7月 - 学級副担任（当時50歳）の教員が指示に従わなかった女子生徒（当時2年生）を平手で叩くなどの暴行、突き飛ばしたところコンクリート壁に後頭部を打ち付け死亡。加害教員は自らの公判で体罰を伴う指導方針を正当化した[5]。加害教員は1、2審とも傷害致死罪で懲役2年の実刑判決を受け、確定。なお、加害教員に対する嘆願署名運動が行われた際、被害者に対して誹謗中傷があった[5]。

## 関連校
- 近畿大学附属高等学校・中学校（大阪府東大阪市）
- 近畿大学附属新宮高等学校・中学校（和歌山県新宮市）
- 近畿大学附属豊岡高等学校・中学校（兵庫県豊岡市）
- 近畿大学附属広島高等学校・中学校福山校（広島県福山市）
- 近畿大学附属広島高等学校・中学校東広島校（広島県東広島市）
- 近畿大学附属和歌山高等学校・中学校（和歌山県和歌山市）

## 註
1. ↑  近畿大学九州工学部（現近畿大学産業理工学部）の敷地南側にあった未使用区画に校舎を新築した。
2. ↑  旧校舎は改築され、学生マンション「セトル飯塚」として利用されている。
3. ↑  2010-12-04 11:36:56　『しつもん返し☆』
4. ↑  サンケイスポーツ特別版「BOAT RACE GIRL（2019年版）」
5. 1 2  藤井誠二「暴力の学校 倒錯の街―福岡・近畿大附属女子高校殺人事件」（朝日文庫）ISBN 978-4022613912